# Pankreastransplantation
Als Pankreastransplantation (kurz PTx genannt) bezeichnet man die operative Übertragung der Bauchspeicheldrüse in einen Organismus.
In der Regel erfolgt die kombinierte (simultane) Transplantation von Bauchspeicheldrüse (Pankreas) und Niere (PNTx) eines Organspenders, wobei der Organempfänger auf Grund eines Diabetes mellitus terminal (endgültig) niereninsuffizient ist und sich in einem Dialyseprogramm befindet. Die erfolgreiche PNTx führt zur vollständigen Normalisierung des Glukosestoffwechsels und zur Dialysefreiheit. Die Erfolgsaussichten (1-Jahresfunktionsrate) für die PNTx liegen nach Angaben des International Pancreas Transplant Registry (IPTR) bei 86 % (Pankreas) und 93 % (Niere). Auf Grund der gegenüber der alleinigen Nierentransplantation höheren Komplikationsrate werden die Empfänger, insbesondere hinsichtlich des kardiovaskulären Risikos, strenger ausgewählt. Bis Ende 2010 wurden nach Angaben IPTR weltweit mehr als 35.000 Pankreastransplantationen, davon 75 % in den USA, durchgeführt. In Deutschland liegt die Anzahl an Pankreastransplantationen seit 2001 zwischen 212 (2001) und 169 (2012) pro Jahr (DSO-Jahresberichte).

## Transplantation nach Kategorie
- Kombinierte Pankreas-Nierentransplantation: Terminal ggf. präterminal niereninsuffiziente Typ-1-Diabetiker, in seltenen Fällen auch Typ-2-Diabetes. Beide Organe stammen vom selben Organspender und entsprechend immunologisch identisch. Die Funktion des Nierentransplantats dient als wichtiger Parameter in der Diagnostik einer Abstoßungsreaktion, welche durch eine Nierentransplantatbiopsie gesichert wird.
- Pankreastransplantation nach vorausgegangener Nierentransplantation (PAK=Pancreas-after-kidney transplant): Beim Organempfänger wurde bereits zurückliegend eine Nierentransplantation durchgeführt. Die Pankreastransplantation erfolgt also unabhängig davon, beide transplantierten Organe weisen daher unterschiedliche Gewebemerkmale auf  (HLA-Merkmale). Abstoßungsreaktionen können grundsätzlich isoliert an jedem der transplantierten Organe ablaufen, die Diagnostik im Bereich des Pankreastransplantates ist wegen fehlender sensitiver Laborparameter schwierig.
- Isolierte Pankreastransplantation (IPT, engl. pancreas transplant alone (PTA)): Alleinige Pankreastransplantation bei Patienten mit wiederholten schweren Hypoglykämien und stabiler Nierenfunktion. Abstoßungsdiagnostik wegen fehlender sensitiver Laborparameter schwierig.
- Pankreastransplantation im Rahmen einer Multiviszeraltransplantation, z. B. kombiniert mit Leber oder Dünndarm

## Organvergabe
Die Organvermittlung erfolgt vergleichbar der Nierentransplantation nach den Kriterien von Eurotransplant. Kriterien sind dabei unter anderem die Wartezeit, sowie die Übereinstimmung der Gewebmerkmale (HLA-Merkmale) von Spender und Empfänger. Daneben gehen Faktoren wie das Herkunftsland von Spender und Empfänger sowie die Entfernung zwischen dem Ort der Organentnahme und dem Transplantationszentrum in die Berechnung mit ein.

## Lebendspende
Die Lebendspende zur Pankreastransplantation ist zwar grundsätzlich möglich, jedoch mit erheblichen Risiken für den Pankreasspender und deutlich schlechteren Ergebnissen beim Empfänger verbunden.

## Chirurgische Technik
Wie kaum eine andere Organtransplantation war die Pankreastransplantation über lange Zeit von Modifikationen der chirurgischen Technik geprägt (siehe geschichtliche Entwicklung). Als Standardtechnik hat sich die Transplantation des gesamten Organs einschließlich eines etwa fünf bis zehn Zentimeter langen Segments des Duodenum (Zwölffingerdarm) (Pankreasduodenaltransplantation) etabliert. Das Duodenalsegment dient der Ableitung des Pankreassekrets über eine Enteroanastomose zum oberen Dünndarm (Jejunum) in der Dünndarmdrainagetechnik oder alternativ zur Harnblase (Blasendrainagetechnik). Die Blasendrainagetechnik (aktuell ca. 15 %) wurde allerdings zunehmend verlassen. Das Transplantat befindet sich meist intraperitoneal in heterotoper Position, also nicht an dem Ort der  Bauchspeicheldrüse des Empfängers, welche dort verbleibt. Meist befindet sich das Transplantat im rechten Unterbauch. Die Arterien werden an die Arteria iliaca communis (Beckenhauptarterie) und die Transplantatvene (Vena portae) an die Vena cava inferior (untere Hohlvene) bzw. die Vena mesenterica superior (Darmvene) anastomosiert. Die venöse Anastomose zur Darmvene wird auch als portalvenöse Drainagetechnik bezeichnet. So können quasi physiologische Verhältnisse der Insulinwirkung erreicht werden.

## Komplikationen

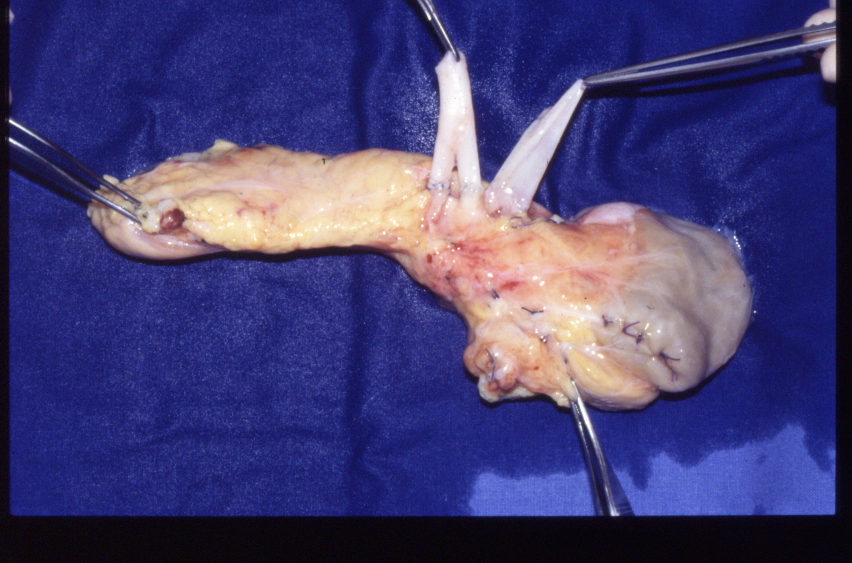
Pankreasduodenaltransplantat

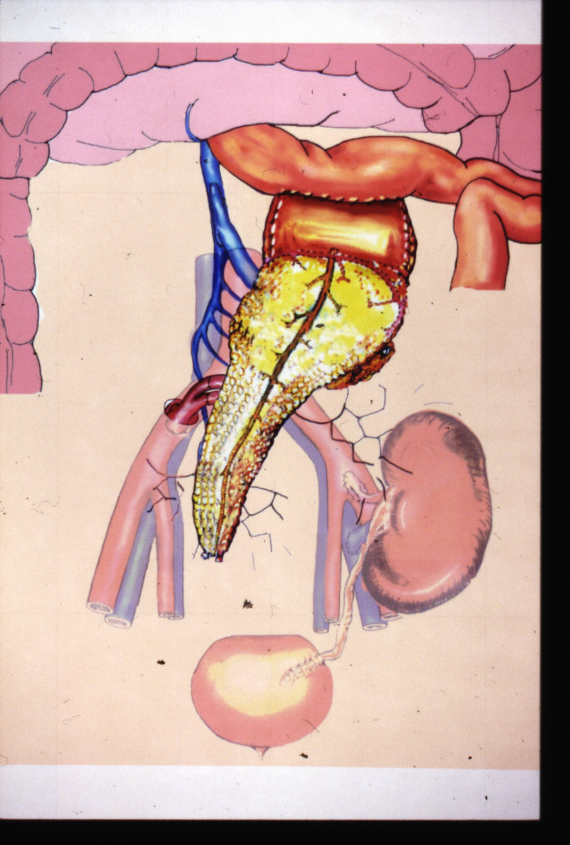
Pankreas-Nierentransplantation

Erste Pankreasduodenaltransplantation mit portalvenöser Anastomose in Deutschland

Pankreastransplantation

Chirurgisch bedingte Komplikationen nach Pankreastransplantation sind insgesamt deutlich häufiger als z. B. nach einer isolierten Nierentransplantation. Transplantatverluste sind meist auf Thrombosen der Transplantatvene oder auf eine Entzündung des transplantierten Pankreas (Transplantatpankreatitis) zurückzuführen. Die Transplantatpankreatitis ist maßgeblich als Folge der notwendigen Organkonservierung (Reperfusionsschaden) zu verstehen.

## Immunsuppression und Abstoßungsreaktion
Die immunsuppressive Therapie erfolgt grundsätzlich vergleichbar der nach anderen Formen von Organtransplantation aus einer Kombination eines Calcineurin-Inhibitor (z. B. Ciclosporin oder Tacrolimus), einem Proliferationshemmer (Mycophenolat-Mofetil oder Azathioprin) und einem Glucocorticoid (beispielsweise Prednisolon). In der Regel wird initial auch Antithymozytenglobulin (Induktionstherapie) verwendet. Akute Abstoßungsreaktionen werden mit Steroiden und Antikörpern therapiert.

## Geschichtliche Entwicklung
Die erste Pankreastransplantation erfolgte als PNTx 1966 durch W. D. Kelly und R. C. Lillehei in Minneapolis (USA). In Europa führte 1973 Felix Largiadèr in Zürich (Schweiz) die erste erfolgreiche Pankreastransplantation durch. In Deutschland ist die Pankreastransplantation vor allem mit Walter Land (Pankreassegmenttransplantation mit Gangokklusion), Ulrich Hopt (Pankreasduodenaltransplantation mit Blasendrainage) und Martin Büsing (Dünndarm- und portalvenöse Drainage) verbunden.